# Mike Dechaine
Mike Dechaine (* 30. Mai 1987 in Waterville, Maine) ist ein US-amerikanischer Poolbillardspieler.

## Karriere

### Einzel
Mike Dechaine begann im Alter von 11 Jahren mit dem Billardspielen. 2004 wurde er bei einem Turnier der Joss Northeast Tour Neunter. 2005 erreichte er einen siebten Platz und wurde Dreizehnter beim fünften Turning Stone Casino Classic. Im März 2006 kam er bei den im Rahmen der Super Billiards Expo ausgetragenen Gabriels Open auf den 17. Platz. Im September 2006 gewann er erstmals ein Turnier der New England 9-Ball Series, zwei Monate später wurde er auf der Joss Northeast Tour Vierter. 2007 gelang ihm sein erster Turniersieg auf der Joss Northeast Tour und mit dem 49. Platz sein bis dahin bestes Ergebnis bei den US Open im 9-Ball.
Im Januar 2008 erreichte Dechaine beim 9-Ball-Wettbewerb des Derby City Classics den vierten Platz. Bei der Super Billiards Expo 2008 kam er auf den 13. Platz. Im August 2008 nahm er erstmals an der 14/1-endlos-Weltmeisterschaft teil und erreichte das Achtelfinale, in dem er seinem Landsmann John Schmidt mit 144:200 unterlag. Zwei Monate später belegte er bei den US Open den 25. Platz. Zudem gewann er 2008 zwei Turniere der New England 9-Ball Series und ein Turnier der Joss Northeast Tour.
Im Juni 2009 gewann Dechaine im Finale gegen Thorsten Hohmann das World Summit of Pool. Im September 2009 wurde er Dritter beim World Classic 10-Ball Event. Bei den US Open 2009 wurde er Dreizehnter und beim US 10-Ball Invitational ebenfalls Dritter. Bei der New England 9-Ball Series gewann er 2009 zwei Turniere.
Beim Derby City Classic 2010 wurde Dechaine Siebter im 9-Ball. Im Mai 2010 erreichte er den neunten Platz bei den US Open im 10-Ball. Einen Monat später gewann er ein Turnier der Joss Northeast Tour, im September folgte bei der Empire State Championship sein erster Turniersieg auf der Predator Pro-Am-Tour. Beim 16. Turning Stone Casino Classic belegte er den dritten Platz.
Im März 2011 wurde Dechaine Vierter bei der Masters 10-Ball Championship. Einen Monat später gewann er die Ultimate 10-Ball Championship. Bei den US Open im 10-Ball erreichte er den siebten Platz. Im Juni 2011 gewann er mit dem George Sansouci Memorial sein zweites Predator-Pro-Am-Tour-Turnier. Im Dezember 2011 wurde er Fünfter beim Turning Stone Casino Classic XVIII. Auf der Joss Northeast Tour gewann er 2011 zwei Turniere.
Beim Derby City Classic 2012 erreichte Dechaine den dritten Platz im 9-Ball. Im Mai 2012 wurde er bei den US Open im 10-Ball Vierter. Beim World 14.1 Tournament 2012 kam er auf den 17. Platz. Zudem gewann er 2012 vier Turniere der Joss Northeast Tour, darunter das 19. Turning Stone Casino Classic. Im Januar 2013 wurde er beim Derby City Classic erneut Dritter im 9-Ball. Im Sommer 2013 erreichte er bei der Ultimate 10-Ball Championship sowie bei den US Open im 10-Ball den siebten Platz. Bei den US Open 9-Ball 2013 wurde er Neunter. 2013 gewann er drei Joss-Northeast-Tour-Turniere.
Beim Derby City Classic 2014 belegte Dechaine im 9-Ball den sechsten Platz. Im Juli 2014 gewann er im Finale gegen den Venezolaner Jerry Calderon ein Turnier der American Rotation Championship Series. Einen Monat später erreichte er das Viertelfinale des World 14.1 Tournament und unterlag dort dem späteren Turniersieger Darren Appleton mit 172:200. Im Oktober 2014 gewann er ein weiteres Turnier der American Rotation Championship Series und wurde Vierter bei den US Open im 9-Ball. Darüber hinaus gewann er 2014 fünf Turniere der Joss Northeast Tour sowie zwei Turniere der Predator Pro-Am-Tour.
Wenige Tage nachdem er die American Rotation Championship Series V Finals gewonnen hatte, erreichte Dechaine beim Derby City Classic 2015 das Finale des One-Pocket-Wettbewerbs und verlor dieses gegen Alex Pagulayan. Im Juli 2015 gelang ihm bei den 8-Ball-US-Open der Einzug ins Finale, in dem er jedoch Dennis Orcollo unterlag. Das Finale des Turning Stone Casino Classic XXIV verlor er mit 10:13 gegen Jayson Shaw. Im September 2015 nahm Dechaine erstmals an der 9-Ball-Weltmeisterschaft teil. Nach Siegen gegen den früheren Weltmeister Daryl Peach sowie gegen Cheng Yu-hsuan und Denis Grabe verlor er im Achtelfinale nur knapp mit 9:11 gegen den Taiwaner Ko Ping-chung. Bei den US Open 2015 wurde er Dreizehnter. Zudem gewann er 2015 drei Turniere der Joss Northeast Tour und ein Turnier der Predator Pro-Am-Tour.
Im April 2016 wurde Dechaine bei der SBE Players Championship Fünfter. Im Sommer erreichte er bei der US Open 8-Ball Championship und beim 26. Turning Stone Classic den fünften Platz. Im Oktober 2016 belegte er bei den US Open im 9-Ball erneut den 13. Platz. Bei den 2016 erstmals ausgetragenen Kuwait Open schied er in der Runde der letzten 32 aus.

### Mannschaft
Am World Cup of Pool nahm Dechaine bislang zweimal teil. 2011 schied er gemeinsam mit Corey Deuel in der ersten Runde aus, 2015 unterlag er mit Shane van Boening in der ersten Runde den Katarern Waleed Majid und Bashar Hussain.
Dechaine war bislang viermal Teil der amerikanischen Mannschaft beim Mosconi Cup (2011, 2012, 2015 und 2016), mit der er jeweils der europäischen unterlag.